# Orquestra Sinfónica da WDR de Colónia

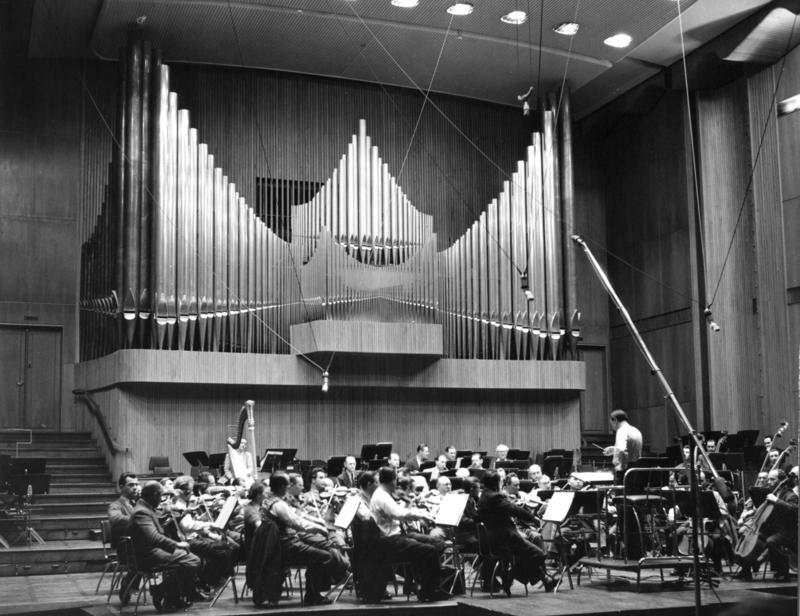
Hans Rosbaud e a orquestra em 1954.

A Orquestra Sinfónica da WDR de Colónia  (português europeu) ou Orquestra Sinfônica da WDR de Colônia  (português brasileiro) (em alemão: WDR Sinfonieorchester Köln), também denominada Orquestra Sinfónica da Rádio de Colónia ou até WDR Orquestra Sinfónica, é a orquestra da estação de televisão pública alemã Westdeutscher Rundfunk (WDR, membro da ARD), baseada na cidade de Colônia.
Foi fundada, em 1947, por autoridades dos aliados que ocupavam a zona, após a Segunda Guerra Mundial. Hoje as performances musicais da orquestra alemã tendem para as tendências musicais da Europa Central, da primeira metade do século XX. Também apresentou estreias de obras de compositores como Luciano Berio, Hans Werner Henze, Mauricio Kagel, Krzysztof Penderecki, Karlheinz Stockhausen and Bernd Alois Zimmermann.

## Maestros principais
- Christoph von Dohnányi (1964–1969)
- Zdeněk Mácal (1970–1974)
- Hiroshi Wakasugi (1977–1983)
- Gary Bertini (1983–1991)
- Hans Vonk (1991–1997)
- Semyon Bychkov (1997–2010)
- Jukka-Pekka Saraste (2010–2019)
- Cristian Măcelaru (2019–presente)